# 가일난양양
《가일난양양》(假日暖洋洋)은 2021년 방송되었던 중국의 드라마이다. 아이치이 국제판에서 시청 가능하다.

## 소개
- 설날 연휴 동안 리조트에서 휴가를 보내며 일어난 에피소드를 그린 로맨스 드라마

## 등장 인물
- 야오천 - 슈커이 역
- 백우 (白宇) - 허우하오 역
- 장징추 - 송샤오커 역
- 동성붕 (董成鹏) - 천빈빈 역
- 진소예 (陈小艺) - 동옌핑 역
- 고엽 (高叶) - 당선 역
- 장동 (张彤) - 풍소정 역
- 후준 (胡军) - 옌리웨이 역
- 저천충 (褚栓忠) - 온양 역
- 란시야 (兰西雅) - 온약남 역